# Československá basketbalová liga
Československá basketbalová liga (zkratka ČSBL) byla nejvyšší československá basketbalová soutěž mužů. Nástupcem v České republice se stalo NBL a na Slovensku Extraliga.
Držitelem střeleckého rekordu v československé 1. basketbalové lize v počtu bodů v jednom utkání je Nejlepší český basketbalista 20. století Jiří Zídek (*8.2.1944), který v sezóně 1969/70 v utkání Tesla Žižkov - Dukla Olomouc (121:131) zaznamenal 68 bodů a překonal tím předcházející rekord 60 bodů, které Jiří Baumruk dal v utkání Slavoj Vyškov - Sparta Praha (65:112) v sezóně 1955/56.

## Přehled nejvyšších basketbalových soutěží Československa a medailistů

### Zemská liga Čechy a Morava a finálový turnaj (1929-1939)
Finálového turnaje se zúčastnili vítězové soutěží v Čechách, na Moravě a na Slovensku.
| Ročník  | Týmů | Zlatá medaile      | Stříbrná medaile             | Bronzová medaile   | 4. místo           |
| ------- | ---- | ------------------ | ---------------------------- | ------------------ | ------------------ |
| 1929/30 | 4    | YMCA Praha         | Vysokoškolský sport Praha    | YMCA Praha II.     | Sokol Pražský      |
| 1931    | 3    | YMCA Praha         | Vysokoškolský sport Praha    | YMCA Praha II.     |                    |
| 1932    | 6    | YMCA Praha         | Vysokoškolský sport Marathon | Strakova akademie  | YMCA Praha III.    |
| 1932/33 | 5    | YMCA Praha         | Strakova akademie            | YMCA Praha II.     | Uncas Praha        |
| 1933/34 | 3    | YMCA Praha         | Sokol Královo Pole           | YMCA Bratislava    |                    |
| 1934/35 | 3    | YMCA Praha         | YMCA Bratislava              | Sokol Královo Pole |                    |
| 1935/36 | 3    | YMCA Praha         | Sokol Královo Pole           | YMCA Bratislava    |                    |
| 1936/37 |      | Uncas Praha        |                              |                    |                    |
| 1937/38 | 4    | Uncas Praha        | Strakova akademie            | Sokol Brno I.      | Sokol Královo Pole |
| 1938/39 | 4    | Sokol Královo Pole | Sokol Pražský                | Strakova akademie  | Sokol Brno I.      |

### Zemská liga Čechy a Morava (v době protektorátu 1939–1945)
| Ročník  | Týmů | Zlatá medaile      | Stříbrná medaile   | Bronzová medaile   | 4. místo               |
| ------- | ---- | ------------------ | ------------------ | ------------------ | ---------------------- |
| 1939/40 | 4    | Sparta Praha       | Uncas Praha        | Sokol Královo Pole | Sokol Královo Pole II. |
| 1940/41 | 4    | Sokol Pražský      | Sokol Královo Pole | SK Brno Žabovřesky | Sparta Praha           |
| 1941/42 | 4    | SK Brno Žabovřesky | Kablo Kladno       | Sparta Praha       | Arsenal Brno           |
| 1942/43 | 2    | SK Brno Žabovřesky | HC Stadion         |                    |                        |
| 1943/44 | 14   | Uncas Praha        | Viktoria Žižkov    | Slavia Praha       | SK Philips             |
| 1944/45 | 10   | Uncas Praha        | Philips Praha      | Praga              | Viktoria Žižkov        |

V letech 1939–1944 bylo hráno na Slovensku samostatné Mistrovství Slovenska, jehož vítězem dvakrát (1939, 1940) byl tým ŠK Bratislava a třikrát (1942, 1943, 1944) VŠ Bratislava.

### 1. liga basketbalu mužů Československa (1945-1983)
- V ročnících 1946/47, 1947/48, 1948/49 byla hrána Zemská liga Čech a Moravy (podbarveno modře), na níž navazoval finálový turnaj za účasti dvou nejlepších týmů ze Slovenska, což je vyznačeno takto: 1947*, 1948*, 1949*.

- Jednotlivé ročníky československé 1. ligy basketbalu byly hrány v sezónách začínajících na podzim a končících na jaře dalšího roku s výjimkou roků 1951 až 1953, kdy byl odehrán ročník ligy podle kalendářního roku, což je vyznačeno takto: 1951**, 1952**, 1953**.

| Ročník  | Týmů | Zlatá medaile      | Stříbrná medaile       | Bronzová medaile     | 4. místo              |
| ------- | ---- | ------------------ | ---------------------- | -------------------- | --------------------- |
| 1945/46 | 10   | Sokol Brno I.      | VŠ Bratislava          | ŠK Bratislava        | Uncas Praha           |
| 1946/47 | 12   | Uncas Praha        | Sokol Brno I.          | BK SK Žabovřesky     | Sokol Žižkov          |
| 1947*   | 4    | Sokol Brno I.      | Uncas Praha            | VŠ Bratislava        | ŠK Bratislava         |
| 1947/48 | 12   | Sokol Brno I.      | Sokol Žižkov           | Sokol Kolín          | Sokol Pražský         |
| 1948*   | 4    | Sokol Brno I.      | VŠ Bratislava          | Sokol Žižkov Praha   | ŠK Bratislava         |
| 1948/49 | 10   | Sokol Brno I.      | Sparta Praha           | Sokol Žižkov Praha   | Sokol Pražský         |
| 1949*   | 6    | Sokol Brno I.      | Sparta Praha           | Sokol Pražský        | Slovan NV Bratislava  |
| 1949/50 | 10   | Sokol Brno I.      | Bratrství Sparta Praha | Sokol Žižkov Praha   | Slovan NV Bratislava  |
| 1950/51 | 13   | Sokol Brno I.      | Spartak Sokolovo       | Sokol Žižkov Praha   | Slovan NV Bratislava  |
| 1951**  | 8    | Zbrojovka Brno     | Spartak Sokolovo       | Sokol Žižkov Praha   | ATK Praha             |
| 1952**  | 8    | Slavia Brno        | Slavia Praha Pedagog   | Zbrojovka Brno       | Zdravotník Bratislava |
| 1953**  | 8    | Slavia Brno        | ATK Praha              | Zbrojovka Brno       | Slovan NV Bratislava  |
| 1953/54 | 8    | ÚDA Praha          | Slavia Brno            | Slovan NV Bratislava | Slávia Bratislava     |
| 1954/55 | 10   | ÚDA Praha          | Spartak ZJŠ Brno       | Slávia Bratislava    | Spartak Sokolovo      |
| 1955/56 | 12   | ÚDA Praha          | Spartak Sokolovo       | Slávia Bratislava    | Spartak ZJŠ Brno      |
| 1956/57 | 12   | Slovan Orbis Praha | Spartak ZJŠ Brno       | Spartak Sokolovo     | Slavia ITVS Praha     |
| 1957/58 | 12   | Spartak ZJŠ Brno   | Slovan Orbis Praha     | Slávia VŠ Bratislava | Spartak Sokolovo      |
| 1958/59 | 12   | Slovan Orbis Praha | Spartak Sokolovo       | Slávia VŠ Bratislava | Spartak ZJŠ Brno      |
| 1959/60 | 12   | Spartak Sokolovo   | Spartak ZJŠ Brno       | Tatran Ostrava       | Slovan Orbis Praha    |
| 1960/61 | 12   | Iskra Svit         | Spartak Sokolovo       | Slovan Orbis Praha   | Slavia VŠ Praha       |
| 1961/62 | 14   | Spartak ZJŠ Brno   | Iskra Svit             | Spartak Sokolovo     | Slovan Orbis Praha    |
| 1962/63 | 14   | Spartak ZJŠ Brno   | Slavia VŠ Praha        | Iskra Svit           | Spartak Sokolovo      |
| 1963/64 | 14   | Spartak ZJŠ Brno   | Slavia VŠ Praha        | Spartak Sokolovo     | Iskra Svit            |
| 1964/65 | 14   | Slavia VŠ Praha    | Spartak ZJŠ Brno       | Iskra Svit           | Slovan Orbis Praha    |
| 1965/66 | 14   | Slavia VŠ Praha    | Spartak ZJŠ Brno       | Sparta ČKD Praha     | Dukla Olomouc         |
| 1966/67 | 12   | Spartak ZJŠ Brno   | Slavia VŠ Praha        | Sparta ČKD Praha     | Iskra Svit            |
| 1967/68 | 12   | Spartak ZJŠ Brno   | Slavia VŠ Praha        | Sparta ČKD Praha     | Dukla Olomouc         |
| 1968/69 | 12   | Slavia VŠ Praha    | Zbrojovka Brno         | Sparta ČKD Praha     | Iskra Svit            |
| 1969/70 | 12   | Slavia VŠ Praha    | Dukla Olomouc          | Zbrojovka Brno       | RH Pardubice          |
| 1970/71 | 12   | Slavia VŠ Praha    | Zbrojovka Brno         | NHKG Ostrava         | Sparta ČKD Praha      |
| 1971/72 | 12   | Slavia VŠ Praha    | Zbrojovka Brno         | Dukla Olomouc        | Sparta ČKD Praha      |
| 1972/73 | 12   | Dukla Olomouc      | Slavia VŠ Praha        | Zbrojovka Brno       | Sparta ČKD Praha      |
| 1973/74 | 12   | Slavia VŠ Praha    | RH Pardubice           | Dukla Olomouc        | Zbrojovka Brno        |
| 1974/75 | 12   | Dukla Olomouc      | Zbrojovka Brno         | Slavia VŠ Praha      | NHKG Ostrava          |
| 1975/76 | 12   | Zbrojovka Brno     | Slavia VŠ Praha        | Sparta ČKD Praha     | Inter Bratislava      |
| 1976/77 | 12   | Zbrojovka Brno     | Slavia VŠ Praha        | Inter Bratislava     | Baník Ostrava         |
| 1977/78 | 12   | Zbrojovka Brno     | Dukla Olomouc          | Slavia VŠ Praha      | Inter Bratislava      |
| 1978/79 | 12   | Inter Bratislava   | Zbrojovka Brno         | Dukla Olomouc        | Slavia VŠ Praha       |
| 1979/80 | 12   | Inter Bratislava   | Zbrojovka Brno         | Dukla Olomouc        | Slavia VŠ Praha       |
| 1980/81 | 10   | Slavia VŠ Praha    | Inter Bratislava       | Zbrojovka Brno       | RH Pardubice          |
| 1981/82 | 10   | Slavia VŠ Praha    | Inter Bratislava       | NHKG Ostrava         | Zbrojovka Brno        |
| 1982/83 | 10   | Inter Bratislava   | RH Pardubice           | NHKG Ostrava         | Dukla Olomouc         |

### 1. liga basketbalu mužů Československa (1983-1993 s play-off)
| Ročník  | Týmů | Zlatá medaile    | play off | Stříbrná medaile | Bronzová medaile | play off | 4. místo         |
| ------- | ---- | ---------------- | -------- | ---------------- | ---------------- | -------- | ---------------- |
| 1983/84 | 10   | RH Pardubice     | 2:1      | NHKG Ostrava     | Dukla Olomouc    | 2:1      | Zbrojovka Brno   |
| 1984/85 | 10   | Inter Bratislava | 2:1      | Chemosvit Svit   | RH Pardubice     | 2:0      | NHKG Ostrava     |
| 1985/86 | 10   | Zbrojovka Brno   | 2:1      | NHKG Ostrava     | Dukla Olomouc    | 2:0      | RH Pardubice     |
| 1986/87 | 12   | Zbrojovka Brno   | 3:0      | NHKG Ostrava     | Inter Bratislava | 2:0      | Chemosvit Svit   |
| 1987/88 | 12   | Zbrojovka Brno   | 3:2      | Inter Bratislava | VŠ Praha         | 3:0      | BC Prievidza     |
| 1988/89 | 12   | BC Prievidza     | 3:1      | Sparta Praha     | Inter Bratislava | 3:0      | Zbrojovka Brno   |
| 1989/90 | 12   | Zbrojovka Brno   | 3:2      | Sparta Praha     | Inter Bratislava | 3:1      | NH Ostrava       |
| 1990/91 | 14   | VŠ Praha         | 3:1      | Sparta Praha     | BC Prievidza     | 3:2      | Sokol I. Brno    |
| 1991/92 | 14   | USK Praha        | 3:0      | BC Prievidza     | BVC Brno         | 3:0      | Dukla Olomouc    |
| 1992/93 | 16   | BC Prievidza     |          | USK Praha        | BK Pezinok       |          | BVC Bioveta Brno |

S ohledem na rozdělení Československa od 1.1.1993 na dva samostatná státy, tak ročník československé basketbalové ligy 1992/93 byl ukončen v lednu 1993 po základní části soutěže a již nebylo hráno play-off. Kluby československé ligy byly zařazeny do dvou samostatných národních soutěží: Národní basketbalová liga (Česká republika) a Extraliga muži (Slovenská republika).

## Celkový počet titulů mistra a umístění na 2. a 3. místě
| Klub                          | Zlatá medaile | Rok (skončení ligy) | Stříbrná medaile | Rok                                                                    | Bronzová medaile | Rok                                            |
| ----------------------------- | ------------- | --- | ---------------- | ---------------------------------------------------------------------- | ---------------- | ---------------------------------------------- |
| Zbrojovka Brno (BC Brno)      | 20            | 1946, 1947, 1948, 1949, 1950, 1951, 1951*, 1958, 1962, 1963, 1964, 1967, 1968, 1976, 1977, 1978, 1986, 1987, 1988, 1990 | 12               | 1947, 1955, 1957, 1960, 1965, 1966, 1969, 1971, 1972, 1975, 1979, 1980 | 7                | 1938, 1952*, 1953*, 1970, 1973, 1981, 1992     |
| Slavia VŠ Praha (USK Praha)   | 11            | 1965, 1966, 1969, 1970, 1971, 1972, 1974, 1981, 1982, 1991, 1992                                                        | 9                | 1952*, 1963. 1964, 1967, 1968, 1973, 1976, 1977, 1993                  | 3                | 1975, 1978, 1988                               |
| YMCA Praha (Uncas Praha)      | 10            | 1930, 1931, 1932, 1933, 1934, 1935, 1936, 1937, 1938, 1944                                                              | 1                | 1947                                                                   | 2                | 1930, 1931                                     |
| Inter Bratislava              | 4             | 1979, 1980, 1983, 1985                                                                                                  | 3                | 1981, 1982, 1988                                                       | 4                | 1977, 1987, 1989, 1990                         |
| ÚDA Praha (ATK Praha)         | 3             | 1954, 1955, 1956 | 1                | 1953*                                                                  |                  |                                                |
| Sparta Praha                  | 2             | 1940, 1960 | 10               | 1949, 1950, 1951, 1951*, 1956, 1959, 1961, 1989, 1990, 1991            | 8                | 1957, 1963, 1964, 1966, 1967, 1968, 1969, 1976 |
| Dukla Olomouc                 | 2             | 1973, 1975 | 2                | 1970, 1978                                                             | 6                | 1972, 1974, 1979, 1980, 1984, 1986             |
| Baník Cígeľ Prievidza         | 2             | 1989, 1993 | 1                | 1992                                                                   | 1                | 1991                                           |
| Slovan Orbis Praha            | 2             | 1957, 1959 | 1                | 1958                                                                   | 1                | 1961                                           |
| Slavia Brno                   | 2             | 1952*, 1953* | 1                | 1954                                                                   |                  |                                                |
| SK Brno Žabovřesky            | 2             | 1942, 1943 | 1                | 1941                                                                   |                  |                                                |
| Iskra Svit                    | 1             | 1961 | 2                | 1962, 1985                                                             | 2                | 1963, 1965                                     |
| RH Pardubice                  | 1             | 1984 | 2                | 1974, 1983                                                             | 1                | 1985                                           |
| Sokol Pražský                 | 1             | 1941 |                  |                                                                        | 1                | 1949                                           |
| Sokol Královo Pole (Brno)     | 1             | 1939 | 3                | 1934, 1936, 1941                                                       | 2                | 1935, 1940                                     |
| NHKG Ostrava (Tatran Ostrava) |               | | 3                | 1984, 1986, 1987                                                       | 4                | 1960, 1971, 1982, 1983                         |
| Vysokoškolský sport Praha     |               | | 3                | 1930, 1931, 1932                                                       |                  |                                                |
| VŠ / Slávia Bratislava        |               | | 2                | 1946, 1948                                                             | 5                | 1947, 1955, 1956, 1958, 1959                   |
| Strakova akademie             |               | | 2                | 1933, 1938                                                             | 2                | 1932, 1939                                     |
| YMCA Bratislava               |               | | 1                | 1935                                                                   | 2                | 1934, 1936                                     |
| Kablo Kladno                  |               | | 1                | 1942                                                                   |                  |                                                |
| HC Stadion                    |               | | 1                | 1943                                                                   |                  |                                                |
| Viktoria Žižkov               |               | | 1                | 1944                                                                   |                  |                                                |
| Philips Praha                 |               | | 1                | 1945                                                                   |                  |                                                |
| Sokol Žižkov (Praha)          |               | |                  |                                                                        | 4                | 1948, 1950, 1951, 1951*                        |
| ŠK Slovan Bratislava          |               | |                  |                                                                        | 2                | 1946, 1954                                     |
| Slavia Praha                  |               | |                  |                                                                        | 1                | 1944                                           |
| Praga                         |               | |                  |                                                                        |                  | 1945                                           |
| Sokol Kolín                   |               | |                  |                                                                        | 1                | 1948                                           |
| BK Pezinok                    |               | |                  |                                                                        | 1                | 1993                                           |

## Klub ligových střelců československé 1. ligy basketbalu
| P. | Hráč               | roč. | Body  |  | P. | Hráč              | roč. | Body |  | P.  | Hráč                | roč. | Body |
| -- | ------------------ | ---- | ----- |  | -- | ----------------- | ---- | ---- |  | --- | ------------------- | ---- | ---- |
| 1  | Jiří Zídek         | 1944 | 10838 |  | 41 | Gerald Dietl      | 1960 | 4202 |  | 81  | Ján Bulla           | 1955 | 2952 |
| 2  | Kamil Brabenec     | 1951 | 10726 |  | 42 | Justin Sedlák     | 1955 | 4154 |  | 82  | Petr Treml          | 1967 | 2949 |
| 3  | Jan Bobrovský      | 1945 | 9915  |  | 43 | Bronislav Sako    | 1944 | 4140 |  | 83  | Igor Vraniak        | 1959 | 2907 |
| 4  | Zdeněk Douša       | 1947 | 8822  |  | 44 | Blažej Mašura     | 1957 | 4080 |  | 84  | Jiří Jandák         | 1958 | 2902 |
| 5  | Gustáv Hraška      | 1953 | 8460  |  | 45 | Peter Orgler      | 1963 | 4046 |  | 85  | Martin Šibal        | 1967 | 2863 |
| 6  | Milan Voračka      | 1944 | 8305  |  | 46 | Dušan Medvecký    | 1964 | 4030 |  | 86  | Kamil Novák         | 1967 | 2858 |
| 7  | Jaroslav Skála     | 1954 | 7742  |  | 47 | Josef Šťastný     | 1961 | 4024 |  | 87  | Vlastimil Rubíček   | 1952 | 2822 |
| 8  | Jiří Zedníček      | 1945 | 7333  |  | 48 | Robert Mifka      | 1941 | 4003 |  | 88  | Jiří Kubrický       | 1962 | 2822 |
| 9  | Zdeněk Böhm        | 1957 | 6578  |  | 49 | Pavol Bojanovský  | 1953 | 3915 |  | 89  | Pavol Tóth          | 1946 | 2807 |
| 10 | Jaroslav Beránek   | 1950 | 6561  |  | 50 | Marian Kotleba    | 1952 | 3684 |  | 90  | Zdeněk Hummel       | 1947 | 2775 |
| 11 | Michal Ježdík      | 1963 | 6545  |  | 51 | Tomáš Bystroň     | 1964 | 3672 |  | 91  | Karol Varga         | 1956 | 2733 |
| 12 | Stanislav Kropilák | 1955 | 6505  |  | 52 | Josef Jelínek     | 1966 | 3633 |  | 92  | Alexander Lukjanec  | 1969 | 2703 |
| 13 | Jiří Pospíšil      | 1950 | 6493  |  | 53 | Leoš Krejčí       | 1965 | 3482 |  | 93  | Stanislav Votroubek | 1960 | 2662 |
| 14 | Vlastimil Havlík   | 1957 | 6308  |  | 54 | Libor Vyoral      | 1960 | 3415 |  | 94  | Juraj Duriš         | 1940 | 2655 |
| 15 | Pavel Pekárek      | 1946 | 5780  |  | 55 | Václav Hrubý      | 1966 | 3415 |  | 95  | Miroslav Juránek    | 1953 | 2645 |
| 16 | Vojtěch Petr       | 1955 | 5746  |  | 56 | Ľudovít Kristiník | 1958 | 3399 |  | 96  | Bohumil Tomášek     | 1936 | 2645 |
| 17 | Zdeněk Kos         | 1951 | 5673  |  | 57 | Vladimír Pištělák | 1940 | 3388 |  | 97  | Jan Svoboda         | 1969 | 2645 |
| 18 | Juraj Žuffa        | 1959 | 5558  |  | 58 | Peter Jančura     | 1959 | 3385 |  | 98  | Ivan Maurovič       | 1944 | 2627 |
| 19 | Ivan Chrenka       | 1942 | 5365  |  | 59 | Bedřich Suchánek  | 1950 | 3363 |  | 99  | Jaroslav Kovář      | 1944 | 2614 |
| 20 | Vladimír Padrta    | 1952 | 5307  |  | 60 | Lubomír Uhnák     | 1965 | 3363 |  | 100 | Ladislav Rous       | 1956 | 2613 |
| 21 | Vlastimil Hrbáč    | 1943 | 5225  |  | 61 | Miroslav Majerčák | 1953 | 3340 |  | 101 | Marian Stopka       | 1960 | 2607 |
| 22 | Josef Nečas        | 1952 | 5213  |  | 62 | Rostislav Gabani  | 1943 | 3318 |  | 102 | Petr Novický        | 1948 | 2599 |
| 23 | Miloš Kulich       | 1960 | 5189  |  | 63 | Vladimír Ptáček   | 1954 | 3308 |  | 103 | Luboš Krivošík      | 1958 | 2595 |
| 24 | Vladimír Vyoral    | 1961 | 5110  |  | 64 | Dušan Žáček       | 1961 | 3284 |  | 104 | Ludvík David        | 1951 | 2580 |
| 25 | Jozef Michalko     | 1961 | 5063  |  | 65 | Jan Mrázek        | 1946 | 3262 |  | 105 | Stanislav Kameník   | 1968 | 2555 |
| 26 | Jozef Straka       | 1941 | 4996  |  | 66 | Jaroslav Kovář    | 1965 | 3231 |  | 106 | Václav Mička        | 1949 | 2526 |
| 27 | Dušan Lukášik      | 1961 | 4944  |  | 67 | Jaroslav Tetiva   | 1932 | 3167 |  | 107 | Igor Kratochvíl     | 1963 | 2520 |
| 28 | Martin Brázda      | 1952 | 4726  |  | 68 | Josef Klíma       | 1950 | 3163 |  | 108 | Antonín Terč        | 1942 | 2496 |
| 29 | Milan Kostka       | 1946 | 4692  |  | 69 | Tomáš Michalík    | 1957 | 3140 |  | 109 | Rolandas Penikas    | 1959 | 2495 |
| 30 | Pavel Škuta        | 1947 | 4687  |  | 70 | Miroslav Janál    | 1945 | 3131 |  | 110 | Václav Šrámek       | 1947 | 2480 |
| 31 | František Konvička | 1938 | 4637  |  | 71 | Ivan Jonáš        | 1964 | 3099 |  | 111 | Josef Buryan        | 1951 | 2441 |
| 32 | Jaroslav Kraus     | 1959 | 4626  |  | 72 | Vladimír Dzurilla | 1943 | 3092 |  | 112 | Rudolf Vraniak      | 1931 | 2421 |
| 33 | Vlastibor Klimeš   | 1952 | 4573  |  | 73 | Zdeněk Skřivánek  | 1940 | 3057 |  | 113 | Jaromír Geršl       | 1967 | 2411 |
| 34 | Jan Blažek         | 1947 | 4519  |  | 74 | Josef Floreš      | 1965 | 3026 |  | 114 | Zdeněk Bříza        | 1960 | 2369 |
| 35 | Miloš Pažický      | 1956 | 4483  |  | 75 | Adolf Bláha       | 1956 | 3015 |  | 115 | Jaromír Benický     | 1954 | 2350 |
| 36 | Peter Rajniak      | 1953 | 4402  |  | 76 | Jaromír Kocúr     | 1955 | 3008 |  | 116 | Jiří Baumruk        | 1955 | 2343 |
| 37 | Jaroslav Kantůrek  | 1953 | 4376  |  | 77 | Jiří Kovařík      | 1944 | 3006 |  | 117 | Stanislav Milota    | 1938 | 2309 |
| 38 | Jiří Růžička       | 1941 | 4352  |  | 78 | Jiří Okáč         | 1963 | 2974 |  | 118 | Milan Korec         | 1951 | 2306 |
| 39 | Karel Baroch       | 1939 | 4287  |  | 79 | Jiří Ammer        | 1942 | 2970 |  | 119 | Miroslav Kocián     | 1957 | 2301 |
| 40 | Oto Matický        | 1963 | 4239  |  | 80 | Boris Lukášik     | 1935 | 2960 |  | 120 | Jan Faltýnek        | 1958 | 2292 |

## Konečná celková tabulka 1945–1993
| Poř | Tým                                    | R  | Z    | V   | P   | N | Skóre        | Body |
| --- | -------------------------------------- | -- | ---- | --- | --- | - | ------------ | ---- |
| 1.  | Sokol / Spartak / Zbrojovka Brno       | 48 | 1282 | 967 | 313 | 2 | 107470:92220 | 2247 |
| 2.  | AC / Spartak Sokolovo / Sparta Praha   | 46 | 1217 | 738 | 476 | 3 | 94681:89090  | 1952 |
| 3.  | Slavia VŠ / USK Praha                  | 39 | 1088 | 767 | 321 | 0 | 94235:83748  | 1855 |
| 4.  | Tatran / NH Ostrava                    | 41 | 1145 | 584 | 559 | 2 | 90445:89818  | 1727 |
| 5.  | Iskra / Chemosvit Svit                 | 32 | 893  | 445 | 448 | 0 | 70151:69599  | 1338 |
| 6.  | Dukla Olomouc                          | 29 | 854  | 450 | 404 | 0 | 70983:70308  | 1304 |
| 7.  | RH / SKP Pardubice                     | 27 | 816  | 383 | 433 | 0 | 68310:68002  | 1199 |
| 8.  | Lokomotíva / Baník Cígeľ Prievidza     | 24 | 723  | 340 | 383 | 0 | 58604:59972  | 1063 |
| 9.  | ŠK / NV / Inter Bratislava             | 21 | 648  | 383 | 265 | 0 | 57089:54822  | 1031 |
| 10. | VŠ / Náuka / Slávia SVŠT Bratislava    | 28 | 574  | 263 | 308 | 3 | 39260:39835  | 837  |
|     |                                        |    |      |     |     |   |              |      |
| 11. | BK VŠDS Žilina                         | 15 | 485  | 245 | 240 | 0 | 40503:40386  | 730  |
| 12. | Baník Handlová                         | 15 | 460  | 183 | 277 | 0 | 36797:38774  | 643  |
| 13. | Slovan Bratislava                      | 18 | 376  | 163 | 211 | 2 | 22744:24192  | 537  |
| 14. | Slovan Orbis Praha                     | 13 | 328  | 199 | 129 | 0 | 25013:23484  | 527  |
| 15. | Sokol / Tesla Žižkov                   | 15 | 354  | 154 | 197 | 3 | 21130:21832  | 505  |
| 16. | Baník Ostrava                          | 12 | 330  | 139 | 191 | 0 | 27112 :27816 | 469  |
| 17. | BK TU Košice                           | 8  | 279  | 106 | 173 | 0 | 22268:23979  | 385  |
| 18. | Jednota Spartak / VSS Košice           | 10 | 236  | 92  | 144 | 0 | 15874:17177  | 328  |
| 19. | Sokol Vinohrady / Bohemians Praha      | 9  | 206  | 68  | 132 | 6 | 11602:13155  | 268  |
| 20. | Technika Brno                          | 10 | 202  | 61  | 141 | 0 | 14069:16059  | 263  |
|     |                                        |    |      |     |     |   |              |      |
| 21. | Sokol / Slavoj Vyšehrad                | 8  | 196  | 55  | 141 | 0 | 13783:15573  | 251  |
| 22. | Dynamo / SK Slavia Praha               | 7  | 151  | 44  | 103 | 4 | 6666:7645    | 195  |
| 23. | BK Pezinok                             | 4  | 137  | 56  | 81  | 0 | 11476:12048  | 193  |
| 24. | ATK / ÚDA Praha                        | 6  | 106  | 81  | 25  | 0 | 6538:5207    | 187  |
| 25. | AFK / Sokol Kolín                      | 6  | 122  | 61  | 59  | 2 | 4672:4687    | 181  |
| 26. | Dukla Mariánské Lázně                  | 5  | 114  | 41  | 73  | 0 | 7695:8306    | 155  |
| 27. | BK TTS Trenčín                         | 3  | 108  | 42  | 66  | 0 | 8160:8722    | 150  |
| 28. | Slavoj Litoměřice                      | 4  | 130  | 17  | 113 | 0 | 9967:11775   | 147  |
| 29. | Spartak Metra Blansko                  | 4  | 112  | 33  | 79  | 0 | 7640:8815    | 145  |
| 30. | Sokol Židenice                         | 4  | 93   | 42  | 43  | 3 | 3264:3337    | 127  |
|     |                                        |    |      |     |     |   |              |      |
| 31. | BK ŠKP Banská Bystrica                 | 2  | 84   | 39  | 45  | 0 | 6838:7059    | 123  |
| 32. | Sokol Pražský                          | 4  | 85   | 37  | 46  | 2 | 3218:3299    | 120  |
| 33. | Lokomotiva Děčín                       | 3  | 90   | 11  | 79  | 0 | 6787:8374    | 101  |
| 34. | DA / Lokomotiva Karlovy Vary           | 3  | 74   | 13  | 61  | 0 | 4768:5934    | 87   |
| 35. | DA Tankista / Dukla Dejvice            | 3  | 70   | 17  | 53  | 0 | 4550:5386    | 87   |
| 36. | Staropramen Praha                      | 3  | 64   | 23  | 39  | 2 | 2396:2709    | 85   |
| 37. | Sokol / Sokol / Slavia / SK Žabovřesky | 3  | 62   | 22  | 39  | 1 | 1949:2303    | 83   |
| 38. | Spartak 1. brněnská Brno               | 2  | 58   | 13  | 45  | 0 | 3888:4489    | 71   |
| 39. | Lokomotiva Prešov                      | 2  | 58   | 12  | 46  | 0 | 3453:4545    | 70   |
| 40. | YMCA / Uncas Praha                     | 2  | 40   | 26  | 13  | 1 | 1609:1438    | 65   |
|     |                                        |    |      |     |     |   |              |      |
| 41. | Tatran Praha                           | 2  | 54   | 8   | 46  | 0 | 3711:4545    | 62   |
| 42. | Dynamo Montas Hradec Králové           | 1  | 47   | 5   | 42  | 0 | 3742:457B    | 52   |
| 43. | Loko Bratislava                        | 2  | 40   | 11  | 28  | 1 | 2143:2633    | 50   |
| 44. | Spartak ZVÚ Hradec Králové             | 2  | 40   | 7   | 33  | 0 | 1705:2301    | 47   |
| 45. | BK Nový Jičín                          | 1  | 30   | 15  | 15  | 0 | 2639:2735    | 45   |
| 46. | BK Essex Lučenec                       | 1  | 30   | 13  | 17  | 0 | 2504:2605    | 43   |
| 47. | Stavební fakulta Praha                 | 1  | 36   | 2   | 34  | 0 | 2684:3436    | 38   |
| 48. | Dynamo Košice                          | 1  | 31   | 7   | 22  | 2 | 1156:1542    | 36   |
| 49. | Slavia Praha Pedagog                   | 2  | 22   | 10  | 12  | 0 | 1591:1569    | 32   |
| 50. | SK Židenice                            | 1  | 22   | 10  | 11  | 1 | 758:753      | 31   |
|     |                                        |    |      |     |     |   |              |      |
| 51. | Lokomotiva Liberec                     | 1  | 26   | 2   | 24  | 0 | 1721:2270    | 28   |
| 52. | YMCA / Blesk Bratislava                | 1  | 18   | 8   | 10  | 0 | 586:618      | 28   |
| 53. | Tankista Praha                         | 1  | 22   | 5   | 17  | 0 | 1239:1581    | 27   |
| 54. | LTC Praha                              | 1  | 22   | 5   | 17  | 0 | 748:1068     | 27   |
| 55. | Kovo Petržalka Bratislava              | 1  | 24   | 22  | 22  | 0 | 878:1387     | 26   |
| 56. | Moravská Slavia Brno                   | 1  | 22   | 4   | 18  | 0 | 1794:2115    | 26   |
| 57. | BK Slavoj Praha                        | 1  | 26   | 0   | 26  | 0 | 1532:2155    | 26   |
| 58. | Sokol Královo Pole                     | 1  | 22   | 2   | 20  | 0 | 649:1136     | 24   |
| 59. | Sokol Nymburk                          | 1  | 22   | 1   | 21  | 0 | 795:1303     | 23   |
| 60. | Slavoj Vyškov                          | 1  | 22   | 0   | 22  | 0 | 1139:1861    | 22   |
|     |                                        |    |      |     |     |   |              |      |
| 61. | SNB Bratislava                         | 1  | 18   | 4   | 13  | 1 | 574:707      | 21   |
| 62. | Spartak Strašnice                      | 1  | 18   | 3   | 15  | 0 | 974:1172     | 21   |
| 63. | Slavla Praha VŠE                       | 1  | 18   | 3   | 15  | 0 | 1048:1246    | 21   |
| 64. | Sokol Praha III.                       | 1  | 18   | 2   | 14  | 0 | 541:713      | 18   |
| 65. | Slavia LF Praha                        | 1  | 14   | 0   | 14  | 0 | 598:970      | 14   |
| 66. | Zdravotník Bratislava                  | 1  | 7    | 4   | 3   | 0 | 336:334      | 11   |
| 67. | Slavia Praha Fakultní nemocnice        | 1  | 7    | 2   | 5   | 0 | 288:371      | 9    |

### Změny názvů v dlouhodobé tabulce
- Praha:
  - Slavia Praha ITVS, Slavia VŠ Praha, VŠ Praha, USK Praha
  - Sparta Praha, Bratrství Praha, Spartak Sokolovo, Sparta ČKD Praha, BC Sparta Praha
  - DA Tankista - Dukla Dejvice Praha
  - SK Slavia Praha - Dynamo Praha, Slavia Praha IPS
  - Sokol Pražský, Autopraga Vysočany, HC Stadion
  - Sokol Vinohrady, HC Vinohrady, Bohemians Praha
  - Viktoria Žižkov, Sokol Žižkov, SK Philips, Spartak Žižkov, Tesla Žižkov
  - YMCA Praha, Uncas Praha,
  - VS Praha = VS Marathon, ATK Praha = ÚDA Praha  - oddíly zanikly
- Brno:
  - Sokol Brno I., Arsenal Brno, Zbrojovka Brno, Spartak Brno Zbrojovka, Spartak Brno ZJŠ, Zbrojovka Brno, BVC Brno
  - Pedagogická fakulta Brno, Slavia Brno pedagog, Slavia Brno, Slavia VŠ Brno
  - SK Žabovřesky - Slavia Žabovřesky
- Slovensko:
  - Slávia VŠ Bratislava, Náuka Bratislava, Slávia Bratislava pedagóg, Slávia Bratislava SVŠT
  - ŠK Bratislava, NV Bratislava, Slovan Bratislava, Inter Bratislava
  - YMCA Bratislava, Blesk Bratislava, SNB Bratislava
  - VSS Košice, Spartak Košice VSS, Jednota Košice
  - Lokomotíva Prievidza, Baník Prievidza
  - Iskra Svit, Chemosvit Svit
- ostatní:
  - DA Karlovy Vary - Lokomotiva Kariovy Vary
  - Dukla Mariánské Lázně - Dukla Olomouc
  - Tatran Ostrava, NHKG Ostrava, NH Ostrava